# Parohiile Andorrei
Andorra este împărțită administrativ în șapte zone comunitare, cunoscute ca parohii, conform numelui originar din catalană parròquies, singular  – parròquia. Până relativ recent, la sfârșitul anilor 1970, Andorra avusese șase parohii; cea de-a șaptea (Escaldes-Engordany) a fost constituită în 1978.

## Generalități
Andorra la Vella este capitala Andorrei. Unele dintre cele șapte parohii au subdiviziuni, la rândul lor; Ordino, La Massana și Sant Julià de Lòria sunt subdivizate în quarts (sferturi), în timp ce Canillo este subdivizată în zece unități admnistrative numite veïnats (vecinătăți). În general, aceste vecinătăți coincid cu satele parohiei, localități rurale care se găsesc în toate parohiile.
Fiecare parohie are propriul său primar ales, care este liderul guvernului local, cunoscut ca șicomú în catalonă.
| Parohie             | ISO 3166-2 | Zona | Zona | Populație | Populație | Populație |
| Parohie             | ISO 3166-2 | km²  | mi²  | 1990      | 2000      | 2007      |
| ------------------- | ---------- | ---- | ---- | --------- | --------- | --------- |
| Andorra la Vella    | AD-07      | 12   | 4,6  | 19.022    | 21.189    | 24.574    |
| Canillo             | AD-02      | 121  | 47   | 1.290     | 2.706     | 5.422     |
| Encamp              | AD-03      | 74   | 29   | 7.119     | 10.595    | 14.029    |
| Escaldes-Engordany  | AD-08      | 47   | 18   | 12.235    | 15.299    | 16.475    |
| La Massana          | AD-04      | 65   | 25   | 3.868     | 6.276     | 9.357     |
| Ordino              | AD-05      | 89   | 34   | 1.289     | 2.283     | 3.685     |
| Sant Julià de Lòria | AD-06      | 60   | 23   | 6.012     | 7.623     | 9.595     |
| Andorra             | AD         | 468  | 181  | 50.835    | 65.971    | 83.137    |

## Alte articole conexe
- ISO 3166-2:AD
- Lista orașelor din Andorra